# Paraheliophanus subinstructus
Paraheliophanus subinstructus är en spindelart som först beskrevs av Pickard-Cambridge O. 1873.  Paraheliophanus subinstructus ingår i släktet Paraheliophanus och familjen hoppspindlar. Inga underarter finns listade i Catalogue of Life.